# Strichelhakenschnabel
Der Strichelhakenschnabel (Diglossa major) ist eine Vogelart aus der Familie der Tangaren (Thraupidae), die in Venezuela und Brasilien verbreitet ist. Der Bestand wird von der IUCN als nicht gefährdet (Least Concern) eingeschätzt.

## Merkmale

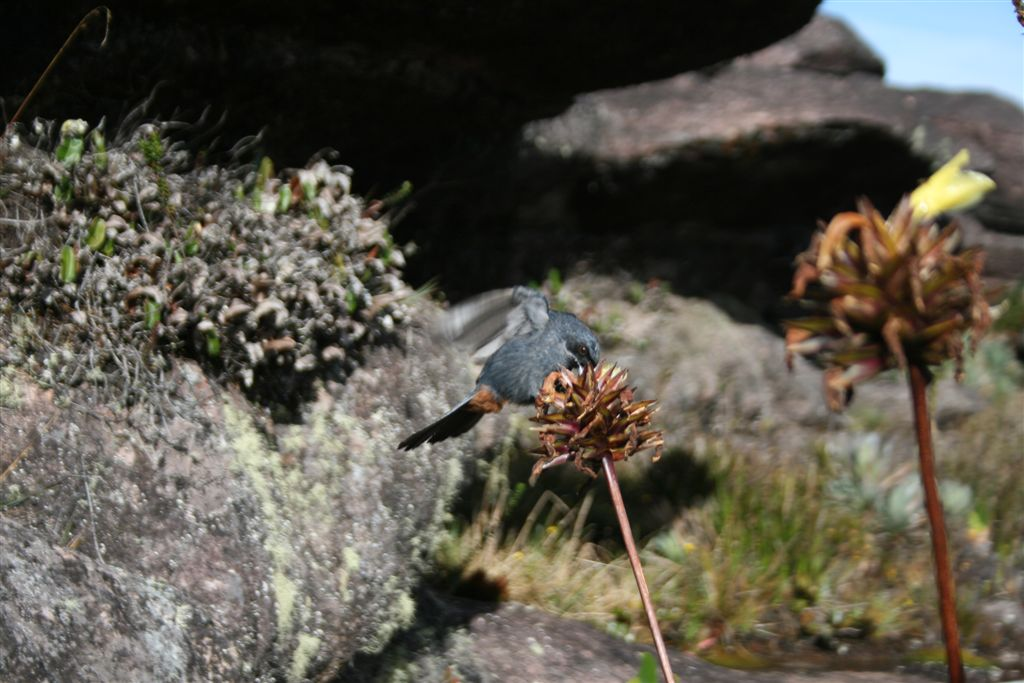
Strichelhakenschnabel bei der Nahrungsaufnahme an Orectanthe sceptrum am Roraima-Tepui

Der Strichelhakenschnabel erreicht eine Körperlänge von etwa 17,3 cm bei einem Gewicht von ca. 17,5 bis 26,0 g. Er ist der größte aller Hakenschnäbel, sehr dunkel und mit langem Schwanz. Der helle blaugraue Schnabel ist deutlich dick an der Basis mit einem starken Haken an der Spitze. Der Schnabelfirst ist schwärzlich. Der vordere Oberkopf, die Zügel, der Bereich um die Augen und am Kinn sind schwarz und formen eine Maske. An den Ohrdecken geht dies ins bläulich-schieferfarbene über. Der Bartbereich ist mit bläulich-weißen Streifen gefleckt. Ansonsten ist die Oberseite bläulich glänzend schieferfarben. Vom hinteren Oberkopf bis zu den Oberschwanzdecken durchziehen unauffällige silberblaue Streifen die Federschäfte. Die kleineren und mittleren Oberflügeldecken sind bläulich mit nur einigen hellen Schaftstrichen. Die größeren Oberflügel- und Handdecken sind matt schwarz. Die Flugfedern und der Schwanz sind schwärzlich mit engen undeutlichen weißen Säumen. Die Kehle und die Unterseite ist blass schiefergrau mit einem minimalen Blauschimmer und hat nur wenige undeutliche blasse Schaftstriche. Die Unterschwanzdecken sind ockerrotbraun. Die Iris ist braun bis tief rotbraun. Die Beine sind dunkel schwarz. Beide Geschlechter ähneln sich. Halbwüchsige Jungtiere sind auf der Oberseite dunkelbraun und graubraun mit matten weißen Strichen auf der Unterseite. Der Bartstrich ist schwarz gefleckt, die Unterschwanzdecken kastanienfarben.

## Verhalten und Ernährung
Der Strichelhakenschnabel ernährt sich von Nektar und Insekten. Zur Brut bildet er Paare, sonst ist er allein unterwegs: Meist mischt er sich nicht unter andere Gruppen. Sein Futter sucht er in den Straten von Augenhöhe bis in die Baumkronen, doch eher in den oberen Straten. Er gilt als aktiver Zeitgenosse, der regelmäßig mit den Flügeln flattert und ruhelos an den Blättern der Pflanzen unterwegs ist. Um an Nektar zu gelangen durchbohrt er Blütenkronen an ihrer Basis, holt sich diesen aber auch direkt von kürzeren Blüten. Hier könnte er auch nach Insekten suchen. Sein Augenmerk ist besonders auf baumartige Bromelien gerichtet.

## Lautäußerungen
Der Gesang des Strichelhakenschnabels ist eher ungewöhnlich. Meist sitzt er dabei allein auf einem hohen Ast oder vollführt diesen in einem komplexen Duett. Dieser besteht aus einem schnellen Anfang mit hohen und variablen Tönen, die er mehr oder weniger über 20 bis 30 Sekunden wiederholt, gelegentlich sogar über mehrere Minuten. Im Duett beginnt ein Vogel eine Serie rauer oder schaler tiefer Töne, die der andere mit hohen, klirrenden Tönen – die in der Tonhöhe an- und absteigen – beantwortet und die in der Lautstärke variieren können. Der Klang des Gesangs, egal ob allein oder im Duett ist schnatternd, weniger musikalisch und wie ein Impuls oder Ausbruch von kratzender Statik, die ansteigt und an Lautstärke verliert, sobald der Vogel den Kopf dreht.

## Fortpflanzung
Das Nest des Strichelhakenschnabels wird als offener Kelch aus Gras und Moos beschrieben, das an Felsen angebracht wird, meist an überhängenden Decken und weniger als 0,4 Meter über dem Boden. Mehr Information und Forschung zur Brutbiologie wäre wünschenswert, da z. B. andere Mitglieder der Gattung zum Bau auch Farne oder kleinere Wurzeln verwenden.

## Verbreitung und Lebensraum

Verbreitungsgebiet des Strichelhakenschnabels (grün)

Der Strichelhakenschnabel bevorzugt die Ränder und mittleren und oberen Ebenen feuchter und nasser Bergwälder, verkrüppelter Wolken- und Nebelwald, dichte, moosige Sekundärvegetation und speziell von Schwarzmundgewächsen dominierte Sekundärvegetation auf weißem Sandboden. Er ist in Höhenlagen von 1400 bis 2850 Metern in Venezuela unterwegs, meist aber in den oberen Höhenlagen. Sonst ist er über 1800 Meter zu finden. In Guyana ist er auch schon in einer Höhe von 1200 Metern beobachtet worden. In der Sierra de Lema ist er nur bis 1500 Meter über Meereshöhe unterwegs.

## Migration
Zum Zugverhalten des Strichelhakenschnabels gibt es nur wenig Daten. Saisonal kann er örtlich wandern z. B. zur Sierra de Lema. Zu wenig ist über sein Zugverhalten in den oberen Höhenlagen bekannt, wo die Art deutlich öfter vorkommt.

## Unterarten
Es sind vier Unterarten bekannt:
- Diglossa major gilliardi Chapman, 1939[3] ist am Auyan-Tepui verbreitet. Die Unterart ist etwas dunkler, leicht glänzend und hat an den Ohrdecken etwas mehr schwarz. Der Bartstrich ist nur angedeutet. Die Flugfedern haben blaue Säume und die Unterseite ist eher schieferblau mit mehr blassen blauen Schaftstrichen.[1]
- Diglossa major disjuncta Zimmer, JT & Phelps, 1944[4] kommt an den Tepuis auf der westlichen Seite der Gran Sabana vor. Die Unterart ähnelt D. m. gilliardi, doch sind die Striche deutlich reduziert bis abwesend. Die Unterseite wirkt weniger blau, die Kloake und die Unterschwanzdecken sind tief kastanienfarben.[1]
- Diglossa major chimantae Phelps & Phelps Jr, 1947[5] kommt am Chimantá-Tepui im Südosten Venezuelas vor. Die Unterart ist etwas dunkler als die Nominatform. Die Unterseite ist rein schiefergrau. Die Kloake und die Unterschwanzdecken sind tief kastanienfarben.[1]
- Diglossa major major Cabanis, 1849[6] ist am Roraima-Tepui, am Kukenán und am Uei-Tepui verbreitet.

## Etymologie und Forschungsgeschichte
Die Erstbeschreibung des Strichelhakenschnabels erfolgte 1849 durch Jean Louis Cabanis unter dem wissenschaftlichen Namen Diglossa major. Das Typusexemplar stammte aus dem Roraima-Gebirge und wurde von Moritz Richard Schomburgk gesammelt. Bereits 1832 führte Johann Georg Wagler den neuen Gattungsnamen Diglossa für den Zimtbauch-Hakenschnabel (Diglossa baritula) ein. Dieser Name setzt sich aus »di-, dis, duo δι-, δις, δυο« für »doppelt, zweifach, zwei« und »glōssa γλωσσα« für »Zunge« zusammen. Der Artname »major« leitet sich vom lateinischen »maior, maioris, magnus« für »größer, groß« ab. »Gilliardi« ist Ernest Thomas Gilliard gewidmet, der das Typusexemplar gesammelt hatte. »Chimantae« bezieht sich auf den Chimantá-Tepui, dem Ort an dem das Typusexemplar gefunden wurde. »Disjuncta« hat seinen Ursprung im lateinischen »disiunctus, disiungere« für »unterschiedlich, unterscheiden«.